# Métier de fous
Pour plus de détails, voir Fiche technique et Distribution.
Métier de fous (ou Métier de fou) est un film français réalisé par André Hunebelle, sorti en 1948.

## Synopsis
Un auteur bien parisien n'arrive pas à terminer une comédie. C'est la ruine pour le directeur du théâtre, qui a l'idée d'emmener son poulain sur la côte. Là, des acteurs recrutés vont exécuter une série de variations sur le thème des chagrins d'amour propres à lui rendre l'inspiration. Après un certain nombre de quiproquos, l'opération réussit.

## Fiche technique
- Titre : Métier de fous
- Réalisation : André Hunebelle
- Assistants : Yves Ciampi, Jacques Garcia
- Scénario, adaptation et dialogues : Jean Halain
- Décors : Lucien Carré
- Photographie : Léonce-Henri Burel
- Son : Robert Teisseire
- Montage : Andrée Danis
- Musique : Jean Marion
- Production : André Hunebelle
- Directeur de production : Paul Cadéac
- Société de production : Production Artistique et Cinématographique
- Pays de production :  France
- Langue originale : français
- Format :  Noir et blanc - 1,37:1 - 35 mm - Son mono
- Genre : Comédie
- Durée : 90 minutes
- Date de sortie : 
  - France : 19 novembre 1948

## Distribution
- Henri Guisol : Claude Mortin, écrivain de la pièce
- Gaby Sylvia : Sylvia, la femme de Bernard, actrice
- Lisette Lanvin : Jacqueline, la femme de Claude
- Jean Tissier : Raymond
- Madeleine Barbulée : La secrétaire du patron du théâtre
- André Gabriello : François, le directeur du théâtre
- Robert Dhéry : Bernard, acteur de la pièce
- Max Revol : Alfred
- Jacques Emmanuel : Philippe
- Claude Garbe : L'actrice qui vient pour auditionner
- Lucien Frégis : L'accessoiriste

## Autour du film
En 1978, André Hunebelle tourne une nouvelle version de ce film sous le titre Ça fait tilt, qui sera son dernier film.